# Odon (rzeka)
Odon – rzeka w Normandii w północno-zachodniej Francji. Jej źródło znajduje się w departamencie Calvados. Uchodzi do innej rzeki – Orne, w miejscowości Caen. Długość rzeki wynosi 51 km.